# Nørrebro Lilleskole
Nørrebro Lilleskole er en selvejende fri grundskole centralt placeret på Nørrebro. 
Skolen har til huse i  Prinsesse Charlottes Gade 34-36, tæt på Nørrebros Runddel.
Der er ca. 200 elever fra børnehaveklasse til 9. klasse. Der afholdes folkeskolens afgangsprøve i dansk, matematik, engelsk, fransk, naturfag, idræt og kultur.
Skolen er inddelt i fire trin: Stjerneskuddet, Nymånen og Fuldmånen, hvor lærerne arbejder i teams.
Til skolen er knyttet SFO'en "Galaksen".
Skolen underviser i de fleste folkeskolefag, men har også egne sammensætninger af fag. Således undervises eksempelvis i religion i stedet for kristendom. Praktiske, musiske og kreative fag er på skemaet hver uge, men desuden afholdes 4-5 gange om året alternative uger, hvor den almindelige undervisning erstattes af tværfaglig undervisning på tværs af alle klassetrin..
Skolen er medlem af Lilleskolerne

## Ekstern henvisning
- Nørrebro Lilleskoles hjemmeside

55°41′39.1″N 12°33′4.48″Ø / 55.694194°N 12.5512444°Ø